# Temáticas de O Senhor dos Anéis
Estudiosos e críticos identificaram diversos temas em O Senhor dos Anéis, um importante romance de fantasia de J. R. R. Tolkien. Entre eles estão uma busca invertida, o conflito entre bem e mal, morte e imortalidade, destino e livre-arbítrio, os perigos do poder, e aspectos do Cristianismo, como a presença de três figuras de Cristo, representando profeta, sacerdote e rei [en], além de elementos como esperança e sofrimento redentor. Há também um forte fio condutor relacionado à  linguagem, seu som e sua conexão com povos e lugares, bem como moralização derivada de descrições de paisagens. Tolkien afirmou que o tema central da obra é a morte e a imortalidade.
Comentadores modernos criticaram Tolkien por supostas falhas em O Senhor dos Anéis, como a ausência de mulheres significativas, a falta de relevância para moradores de cidades, a ausência explícita de religião e acusações de racismo. No entanto, outros defenderam Tolkien contra todas essas acusações.

## Busca invertida

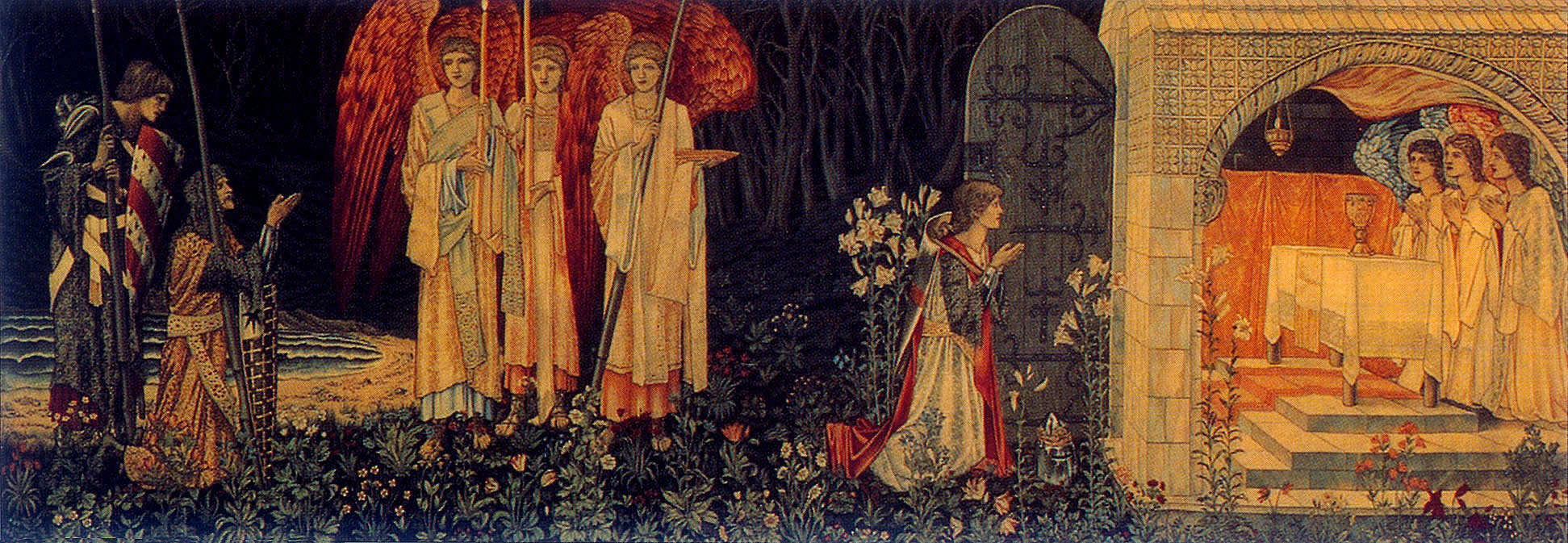
Diferentemente de uma busca tradicional, como a busca pelo Santo Graal na lendária arturiana, a missão de Frodo é destruir um objeto, o Um Anel. Visão do Santo Graal, por William Morris, 1890.

O crítico de Tolkien Richard C. West [en] observa que a história de O Senhor dos Anéis é, em essência, simples: a busca do hobbit Frodo Bolseiro para levar o Anel do Senhor do Escuro Sauron até o Monte da Perdição e destruí-lo. Ele considera essa busca como "primária", junto com a guerra contra Sauron. O crítico David M. Miller concorda que a busca é o "dispositivo narrativo mais importante" do livro, mas destaca que ela é invertida em relação à estrutura convencional: o herói não busca um tesouro, mas deseja destruir um objeto. Miller observa que, do ponto de vista de Sauron, a narrativa é, de fato, uma busca, e seus malignos Cavaleiros Negros substituem os tradicionais "cavaleiros errantes em busca do sagrado", enquanto a Sociedade que protege o Anel de Sauron não pode usá-lo, resultando em múltiplas inversões. O crítico Tom Shippey [en] concorda que se trata de uma "anti-busca", uma história de renúncia. Ele destaca que Tolkien viveu durante duas guerras mundiais, testemunhando o bombardeio rotineiro de civis, o uso da fome como arma política, campos de concentração, genocídios e o desenvolvimento e uso de armas químicas e nucleares. Shippey argumenta que o livro levanta a questão de se valeria a pena destruir a capacidade humana de produzir esse tipo de mal, mesmo que isso exigisse o sacrifício de algo valioso.

## Antíteses
" Nenhum leitor atento da ficção de Tolkien pode deixar de perceber as polaridades que lhe conferem forma e ficção", escreve Verlyn Flieger [en]. O uso extensivo de dualidades, paralelismos, contrastes e oposições por Tolkien permeia o romance, manifestando-se em pares como esperança e desespero, conhecimento e iluminação, morte e imortalidade, destino e livre-arbítrio, bem e mal.

### Morte e imortalidade
Tolkien afirmou em suas Cartas que o tema central de O Senhor dos Anéis é a morte e o desejo humano de escapar dela:
| “ | Eu diria, se questionado, que a história não trata realmente de Poder e Domínio: isso apenas coloca as engrenagens em movimento; ela trata da Morte e do desejo de imortalidade. O que não é muito mais do que dizer que é uma história escrita por um Homem! | ” |

Ele complementou:
| “ | Ela trata principalmente da Morte e da Imortalidade; e das 'fugas': longevidade serial e acumulação de memória. | ” |

Um apêndice relata  O Conto de Aragorn e Arwen, no qual a elfa imortal Arwen escolhe a mortalidade para se casar com o homem mortal Aragorn. Após mais de duzentos anos de vida, Aragorn decide o momento de sua morte, deixando uma Arwen agora mortal e desolada. Ela viaja para os vestígios desvanecidos de Lothlórien, onde outrora foi imensamente feliz, para morrer na colina verde de Cerin Amroth. Esse tema reaparece ao longo do livro, em ditos e poemas específicos, como o linnod de Gilraen e a Lamentação dos Rohirrim.

### Bem e mal
O Senhor dos Anéis apresenta uma nítida polaridade entre bem e mal. Os orcs, a raça mais difamada, são, em uma interpretação, uma corrupção da mística e exaltada raça dos elfos. Minas Morgul, a Torre da Feitiçaria, lar do Senhor dos Nazgûl, o mais corrompido Rei dos Homens, opõe-se diretamente a Minas Tirith, a Torre da Guarda e capital de Gondor, o último remanescente visível do antigo reino dos Homens na Terceira Era. Mordor, a terra do Senhor do Escuro Sauron, opõe-se a Gondor e a todos os povos livres. Essas antíteses, embora marcantes e numerosas, são por vezes consideradas excessivamente polarizantes, mas também foram defendidas como o cerne da estrutura de toda a história. A técnica de Tolkien foi vista como uma forma de "conferir literalidade ao que, no mundo primário, seria chamado de metáfora, e então ilustrar [em seu mundo secundário] o processo pelo qual o literal se torna metafórico". Por outro lado, a teóloga Fleming Rutledge [en] argumenta que Tolkien busca mostrar que não há uma linha definitiva entre bem e mal, pois "'pessoas boas' podem ser e são capazes de praticar o mal em certas circunstâncias".

### Destino e livre-arbítrio
No capítulo "A Sombra do Passado", Gandalf discute a possibilidade de que Bilbo estava destinado a encontrar o Anel, e que Gollum tem um papel importante a desempenhar, o testemunho mais claro do papel do destino em O Senhor dos Anéis. Além das palavras de Gandalf, a história é estruturada de modo que decisões passadas influenciam criticamente os eventos atuais. Por exemplo, porque Bilbo e Frodo pouparam Gollum, este pôde destruir o Anel ao cair nas Fendas da Perdição enquanto Frodo falhou em destruí-lo. Assim, Frodo, dominado pelo Anel maligno, é salvo pelo que parece ser sorte.
O papel do destino em O Senhor dos Anéis contrasta fortemente com o papel proeminente dado à escolha pessoal e à vontade. A escolha voluntária de Frodo de carregar o Anel até Mordor é central para a trama de toda a história. Igualmente importante é a oferta voluntária de Frodo de entregar o Anel a Gandalf, Aragorn e Galadriel, e a recusa voluntária deles em aceitá-lo, sem mencionar a incapacidade final de Frodo de reunir vontade para destruí-lo. Assim, tanto a vontade quanto o destino se manifestam ao longo da história: desde a visão de Sam do carrinho de mão do velho Gaffer Gamgee e o  Expurgo do Condado no Espelho de Galadriel, até a escolha de Arwen Estrela Vespertina pela mortalidade.
Peter Kreeft observa que a providência divina, na forma da vontade dos Valar, expressando a vontade de Eru Ilúvatar, pode determinar o destino. Gandalf diz, por exemplo, que um poder oculto estava em ação quando Bilbo encontrou o Um Anel enquanto este tentava retornar ao seu mestre.

### Ganho e perda
A estudiosa de Tolkien Marjorie Burns [en] observa, na revista Mythlore [en], que o "senso de desintegração inevitável" do livro é inspirado na visão de mundo nórdica, que enfatiza a "destruição iminente ou ameaçadora". Ela escreve que, na mitologia nórdica, esse processo parece ter começado durante a criação: no reino do fogo, Musphelhein, o jötunn Surt já aguardava o fim do mundo. Burns comenta: "Aqui está uma mitologia onde até os deuses podem morrer, o que deixa o leitor com uma vívida percepção dos ciclos da vida, com a consciência de que tudo chega ao fim, de que, embora [o maligno] Sauron possa desaparecer, os elfos também desvanecerão."
Patrice Hannon, também na Mythlore, afirma:
| “ | O Senhor dos Anéis é uma história de perda e saudade, pontuada por momentos de humor, terror e ações heroicas, mas, no geral, um lamento por um mundo — ainda que fictício — que passou, enquanto parecemos captar um último vislumbre dele tremeluzindo e desvanecendo... | ” |

Na visão de Hannon, Tolkien buscou mostrar que a beleza e a alegria sucumbem e desaparecem diante do passar do tempo e do avanço das forças do mal; a vitória é possível, mas apenas temporária. Ela cita múltiplos exemplos de momentos elegíacos no livro, como o fato de Bilbo nunca mais ser visto em Hobbiton, de Aragorn "nunca mais retornar como homem vivo" a Lothlórien, ou de Boromir, levado pelo Anduin em seu barco funerário, "nunca mais ser visto em Minas Tirith, onde costumava estar na Torre Branca pela manhã". Como Boromir estava morto, Hannon observa, isso não é surpreendente; a observação é elegíaca, não informativa. Até a última linha do apêndice final, ela nota, tem esse tom: "O domínio passou há muito, e [os Elfos] agora habitam além dos círculos do mundo, e não retornam."
Hannon compara essa ênfase contínua no tom elegíaco ao elogio de Tolkien ao poema em inglês antigo Beowulf, do qual ele era especialista, em Beowulf: The Monsters and the Critics [en], sugerindo que ele buscava produzir um efeito semelhante:
| “ | Para nós, agora, ele é em si antigo; e, no entanto, seu criador contava coisas já velhas e carregadas de pesar, e ele dedicou sua arte a tornar agudo aquele toque no coração que as dores têm, que são ao mesmo tempo pungentes e distantes. Se o funeral de Beowulf outrora ressoou como o eco de uma antiga elegia, distante e sem esperança, para nós é como uma memória trazida por sobre as colinas, um eco de um eco. | ” |

### Ambientalismo e tecnologia

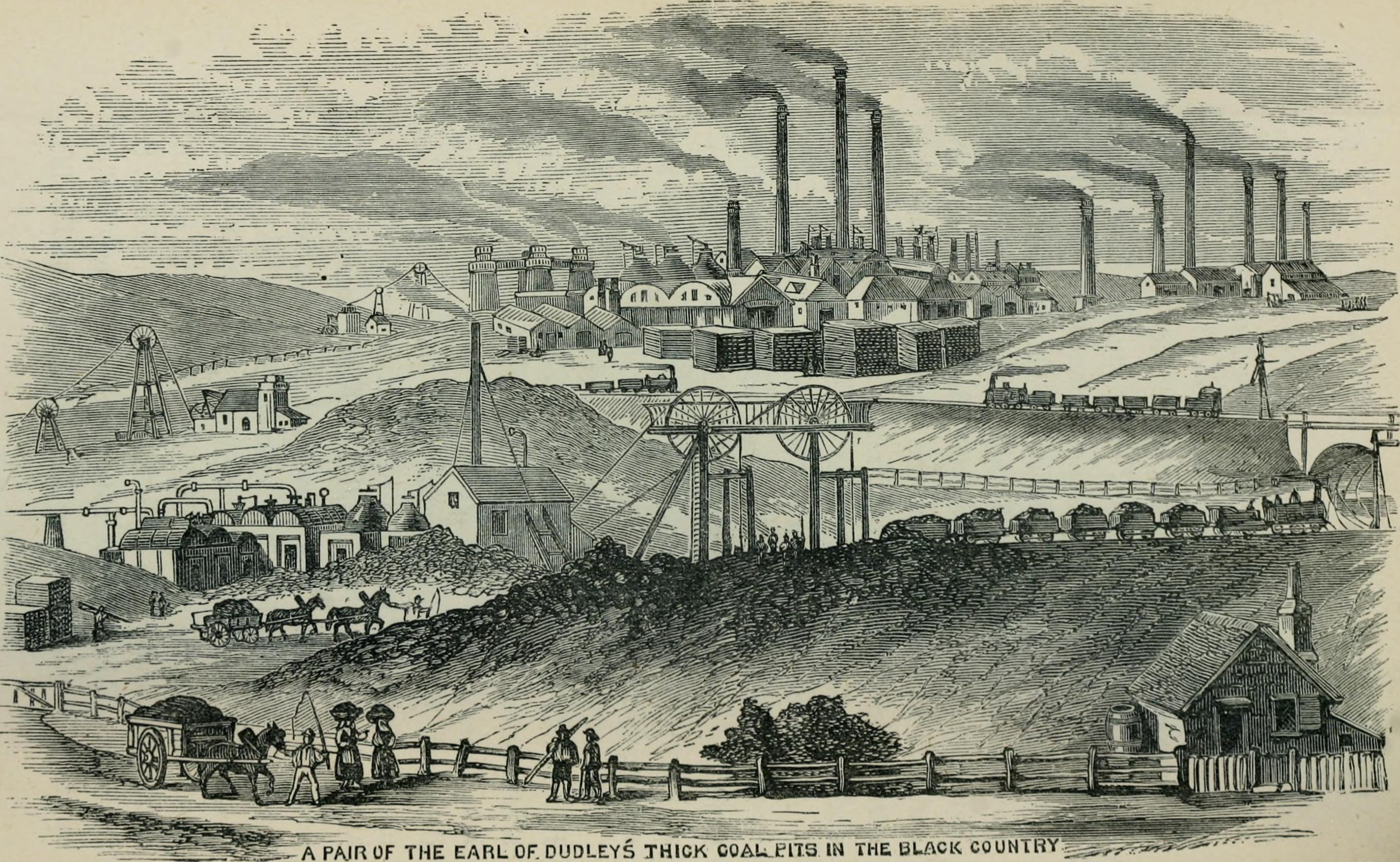
Minas, siderúrgicas, fumaça e montes de resíduos: o Black Country, perto da casa de infância de Tolkien, foi sugerido como uma influência em suas descrições de infernos industriais, como Mordor.

O ambientalismo de Tolkien e sua crítica à tecnologia foram observados por diversos autores. Anne Pienciak destaca que a tecnologia é empregada apenas pelas forças do mal nas obras de Tolkien, e que ele a considerava um dos "males do mundo moderno: feiura, despersonalização e a separação do homem da natureza". Essa tecnofilia é evidente no personagem Saruman e em seu nome: o termo em inglês antigo searu, ou no dialeto merciano antigo saru, significa "habilidoso, engenhoso". Está associado, em Beowulf, à arte da forja, como na frase "searonet seowed, smiþes orþancum", "rede engenhosa tecida, pela astúcia de um ferreiro": perfeito para "um homem astuto", um mago. A cidade de Isengard de Saruman foi descrita como um "inferno industrial", e sua "destruição desenfreada" das árvores da Terra-média [en] para alimentar suas máquinas industriais revela suas "maneiras malignas". O capítulo "O Expurgo do Condado" apresenta a tecnologia industrial importada pelos seguidores de Saruman como uma ameaça maligna ao meio ambiente natural, substituindo os ofícios tradicionais dos hobbits do Condado por moinhos barulhentos e poluentes cheios de máquinas.
Andrew O'Hehir escreveu no Salon que o Condado, lar dos hobbits, foi inspirado pelas "florestas e colinas" perto de Sarehole [en], onde Tolkien viveu na infância, e ficou horrorizado décadas depois ao encontrar a área urbanizada. O'Hehir observa que Mordor é caracterizado por "seus montes de escória, sua névoa permanente de fumaça, suas indústrias movidas a escravos", e que Saruman é retratado como um representante ideológico do  utopismo tecnológico, que industrializa forçadamente o Condado. O'Hehir chama o romance de um lamento pelo impacto da Revolução Industrial e pela degradação ambiental da outrora "terra verde e aprazível [en]" da Inglaterra. Nesse aspecto, na visão de O'Hehir, os sentimentos de Tolkien são semelhantes aos de Thomas Hardy, D. H. Lawrence e William Blake.

### Orgulho e coragem
Tolkien explora o tema da "nobreza dos ignóbeis". O estudioso de literatura inglesa Devin Brown relaciona isso ao Magnificat, que diz: "Ele depôs os poderosos de seus tronos e exaltou os humildes." Ele cita como exemplo os humildes hobbits que derrotam o orgulhoso e poderoso Sauron. Os biógrafos de Tolkien, Richard J. Cox e Leslie Jones, escrevem que os heróis que destroem o Anel e expurgam o Condado são "os pequenos, literalmente. A mensagem é que qualquer um pode fazer a diferença"; eles chamam isso de um dos principais temas de Tolkien.
Tolkien contrasta a coragem por meio do serviço leal com o desejo arrogante por glória. Enquanto Sam segue Frodo por lealdade e estaria disposto a morrer por ele, Boromir é movido pelo orgulho em seu desejo pelo Anel, e arriscaria a vida de outros por sua glória pessoal. Da mesma forma, a recusa do Anel por Sam, Faramir e Galadriel é uma rejeição corajosa do poder, da glória e da fama pessoal. A coragem diante de probabilidades esmagadoras é um tema recorrente. Tolkien afirmou em Beowulf: The Monsters and the Critics que foi inspirado pela lenda nórdica apocalíptica de Ragnarök, onde os deuses sabem que estão condenados em sua batalha final pelo mundo, mas lutam mesmo assim. Frodo e Sam compartilham essa "coragem nórdica", sabendo que têm poucas chances de retornar para casa de sua missão ao Monte da Perdição.

## Vício do poder

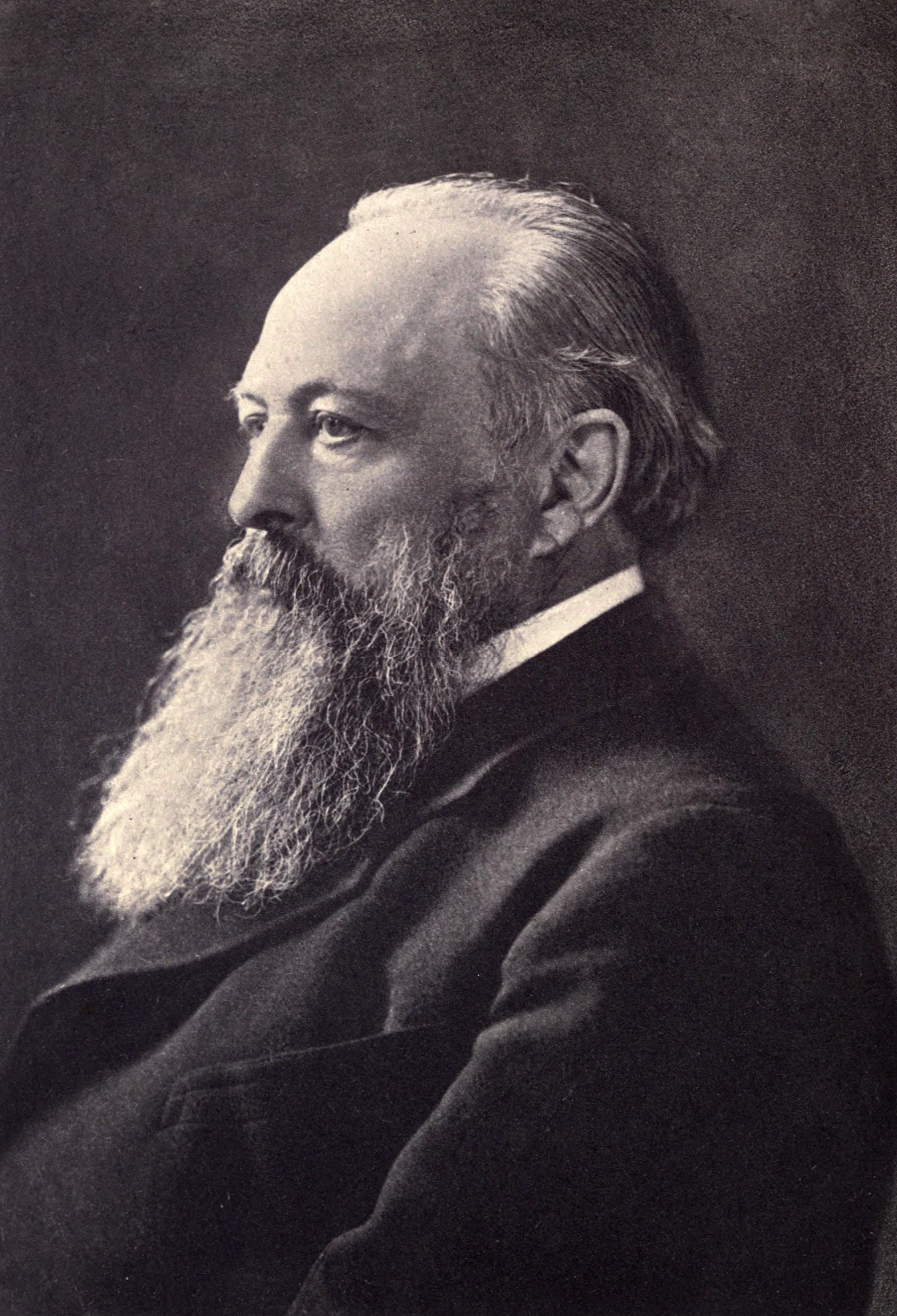
Lord Acton afirmou famosamente: "O poder tende a corromper, e o poder absoluto corrompe absolutamente", uma ideia personificada no poder viciante do Um Anel.

Um tema central é a influência corruptora do Um Anel por meio do poder que ele oferece, especialmente para aqueles já poderosos. Tom Shippey destaca as declarações de Gandalf sobre a influência corruptora do Anel sobre seus portadores. Os poderosos Gandalf, Elrond, Galadriel, Aragorn e Faramir o rejeitam, acreditando que ele os dominaria. Os hobbits Frodo e Sam, menos ambiciosos por poder, são menos suscetíveis, mas não totalmente imunes aos seus efeitos, como se observa nas mudanças que ele provoca em Frodo, Bilbo e Gollum. Por outro lado, Boromir fica obcecado pelo Anel a ponto de cometer atos violentos, embora nunca o possua, enquanto Sméagol mata seu amigo Déagol, o primeiro portador do Anel após  Isildur, para obtê-lo.
O efeito corruptor do poder é, segundo Shippey, um tema moderno, já que, em tempos antigos, o poder era visto como algo que "revelava o caráter", não o alterava. Shippey cita a declaração de 1887 de Lord Acton:
| “ | O poder tende a corromper, e o poder absoluto corrompe absolutamente. Grandes homens são quase sempre homens maus. | ” |

Críticos argumentaram que esse tema pode ser encontrado já em A República de Platão, onde o personagem Glaucon defendeu que agir com justiça em relação aos outros nunca beneficia o indivíduo; ele citou o mítico Anel de Giges, que tornava invisível quem o usasse, permitindo-lhe cometer furtos ou outros crimes impunemente. Glaucon afirmou que tal poder corromperia qualquer homem e que, portanto, ninguém acredita verdadeiramente que agir com justiça seja benéfico para si mesmo.
Colin Manlove [en] critica a atitude de Tolkien em relação ao poder como inconsistente, com exceções à suposta influência avassaladora do Anel. O Anel pode ser entregue com relativa facilidade (Sam e Bilbo), e retirá-lo à força (de Gollum para Frodo) não quebra a mente de Frodo, apesar da afirmação inicial de Gandalf. O Anel também parece ter pouco efeito sobre personagens como Aragorn, Legolas e Gimli.
Shippey responde à dúvida de Manlove com uma palavra: vício. Ele escreve que isso resume todo o argumento de Gandalf, pois, nas fases iniciais, como com Bilbo e Sam, o vício pode ser superado facilmente, enquanto para aqueles que ainda não estão viciados, como Aragorn, Galadriel e Faramir, sua atração é como qualquer outra tentação. O que Gandalf não pôde fazer com Frodo, escreve Shippey, foi fazer com que ele quisesse entregar o Anel. Para o portador do Anel, o aspecto destrutivo é o impulso de usá-lo, independentemente de quão boas sejam as intenções iniciais do portador.

## Cristianismo

### Aplicabilidade, não alegoria
Tolkien afirmou no prefácio da segunda edição de O Senhor dos Anéis que a obra "não é alegórica nem tópica ... Eu desgosto cordialmente de alegorias em todas as suas manifestações ... Prefiro muito mais a história, verdadeira ou fictícia, com sua variada aplicabilidade ao pensamento e à experiência dos leitores." Shippey comenta que Tolkien, sem dúvida, escreveu alegorias em algumas ocasiões, citando como exemplo Folha, de Niggle [en], e que há uma relação intencional entre sua ficção e a realidade. Ele observa, ainda, que Tolkien deliberadamente "se aproximou da borda da referência cristã" ao situar a destruição do Anel e a queda de Sauron em 25 de março, a data tradicional anglo-saxônica da crucificação de Cristo, da Anunciação e do último dia da criação no Gênesis. Outros comentadores notaram ecos adicionais de temas cristãos, incluindo a presença de figuras de Cristo, a ressurreição, a esperança e o sofrimento redentor.

### Figuras de Cristo
O filósofo Peter Kreeft, assim como Tolkien um católico, observa que não há uma figura completa, concreta e visível de Cristo em O Senhor dos Anéis, comparável a Aslan na série Crônicas de Nárnia de C. S. Lewis. No entanto, Kreeft e Jean Chausse identificaram reflexos da figura de Jesus Cristo em três protagonistas de O Senhor dos Anéis: Gandalf, Frodo e Aragorn. Enquanto Chausse encontrou "facetas da personalidade de Jesus" neles, Kreeft escreveu que eles exemplificam o simbolismo tríplice do Messias do Antigo Testamento: profeta (Gandalf), sacerdote (Frodo) e rei (Aragorn).
| Atributo semelhante ao de Cristo | Gandalf                                               | Frodo                                                        | Aragorn                                               |
| -------------------------------- | ----------------------------------------------------- | ------------------------------------------------------------ | ----------------------------------------------------- |
| Morte sacrificial, ressurreição  | Morre em Moria, renasce como Gandalf, o Branco        | Morre simbolicamente sob a faca de Morgul, curado por Elrond | Toma os Caminhos dos Mortos, reaparece em Gondor      |
| Salvador                         | Todos os três ajudam a salvar a Terra Média de Sauron | Todos os três ajudam a salvar a Terra Média de Sauron        | Todos os três ajudam a salvar a Terra Média de Sauron |
| tríplice simbolismo messiânico   | Profeta                                               | Sacerdote                                                    | Rei                                                   |

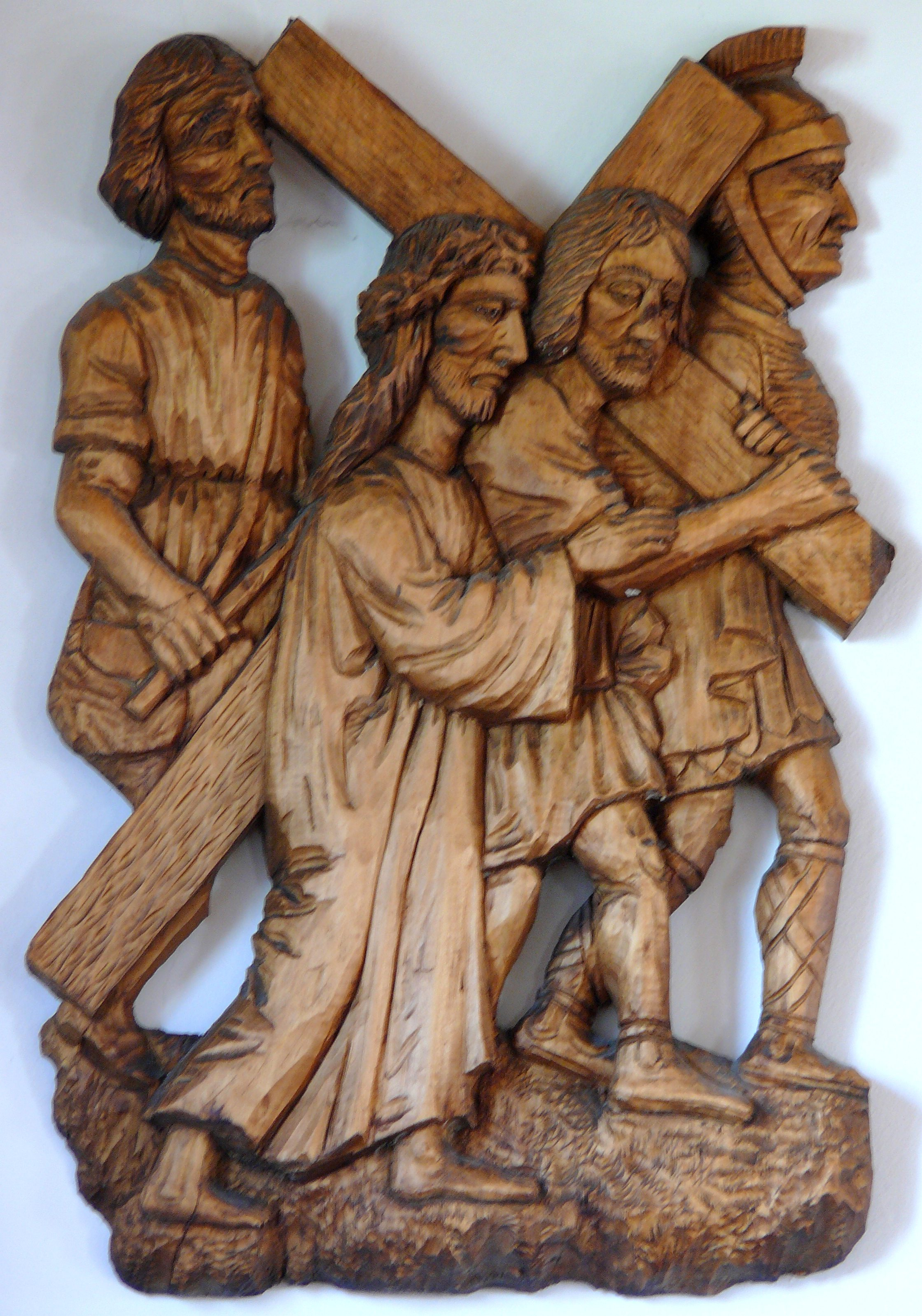
Comentadores compararam Frodo a Cristo, e Sam, que carregou Frodo no caminho para o Monte da Perdição, a Simão de Cirene, que levou a cruz de Cristo até o Gólgota. Igreja de São João Nepomuceno, Brenna.

Diversos comentadores interpretaram a passagem de Gandalf pelas Minas de Moria, morrendo para salvar seus companheiros e retornando como "Gandalf, o Branco", como um símbolo da ressurreição de Cristo. Assim como Jesus carregou sua cruz pelos pecados da humanidade, Frodo carregou um fardo de maldade em nome do mundo inteiro. Frodo percorre sua "Via Dolorosa" até o Monte da Perdição, assim como Jesus seguiu para o Gólgota. À medida que Frodo se aproxima das Fendas do Destino, o Anel torna-se um peso esmagador, assim como a cruz foi para Jesus. Sam Gamgee, servo de Frodo, que o carrega até o Monte da Perdição, é comparado a Simão de Cirene, que ajudou Jesus carregando sua cruz até o Gólgota. Quando Frodo cumpre sua missão, como Cristo, ele diz "está feito". Assim como Cristo ascende ao Céu, a vida de Frodo na Terra Média termina quando ele parte para as Terras Imortais.

### Esperança
O motivo da esperança é ilustrado pelo uso bem-sucedido de Aragorn da pedra vidente de Saruman, ou  Palantír. Aragorn recebe o nome de "Esperança" ( Sindarin "Estel"), pelo qual ainda é carinhosamente chamado por sua rainha, Arwen, que, na hora de sua morte, exclama "Estel, Estel!". Apenas Aragorn, como herdeiro de Isildur, pode usar legitimamente o palantír, enquanto Saruman e Denethor, que também fizeram uso extensivo das palantíri, caíram em presunção ou desespero. Esses traços foram identificados como os dois pecados distintos "contra a virtude da Esperança".

### Sofrimento redentor
Um tema especificamente católico é a natureza redentora e penitencial do sofrimento, evidente na terrível provação de Sam e Frodo em Mordor. Outro exemplo é Boromir, que expia seu ataque a Frodo ao defender sozinho, embora em vão, Merry e Pippin dos orcs, ilustrando também outro tema cristão significativo: a imortalidade da alma e a importância da boa intenção, especialmente no momento da morte. Isso fica claro na declaração de Gandalf: "Mas ele [Boromir] escapou no final... Não foi em vão que os jovens hobbits vieram conosco, nem que fosse apenas por causa de Boromir."

## Linguagem

### Linguagem verdadeira, nomes verdadeiros
Shippey escreve que O Senhor dos Anéis incorpora a crença de Tolkien de que "a palavra autentica a coisa", ou, de outra forma, que "a fantasia não é totalmente inventada". Tolkien era um filólogo profissional, com profundo conhecimento de linguagem e etimologia, as origens das palavras. Ele encontrou ressonância com o antigo mito da "linguagem verdadeira", "isomórfica com a realidade": nessa linguagem, cada palavra nomeia uma coisa, e cada coisa tem um nome verdadeiro [en], e usar esse nome confere ao falante poder sobre essa coisa. Isso é visto diretamente no personagem Tom Bombadil, que pode nomear qualquer coisa, e esse nome passa a ser o nome da coisa para sempre; Shippey observa que isso ocorre com os nomes que ele dá aos pôneis dos hobbits.
Essa crença, segundo Shippey, animava a insistência de Tolkien nas formas que ele considerava antigas, tradicionais e genuínas das palavras. Uma palavra inglesa moderna como "loaf" (pão), derivada diretamente do inglês antigo hlāf, tem sua forma plural em "v", "loaves" (pães), enquanto uma palavra mais recente como "proof" (prova), não oriunda do inglês antigo, tem corretamente seu plural como "proofs" (provas). Assim, Tolkien argumentava que os plurais corretos de "dwarf" (anão) e "elf" (elfo) deveriam ser "dwarves" (anões) e "elves" (elfos), não como o dicionário e os tipógrafos de O Senhor dos Anéis queriam, "dwarfs" e "elfs". O mesmo se aplicava a formas como "dwarvish" (anânico) e "elvish" (élfico), fortes e antigas, evitando qualquer sugestão de delicadas fadas florais "elfin". Tolkien insistiu na custosa reversão de todas essas "correções" tipográficas na fase de provas de galé.

### Da linguagem à história

Segundo Tom Shippey, Tolkien inventou partes da Terra Média para resolver o enigma linguístico que ele criou acidentalmente ao usar diferentes línguas europeias para os povos de seu legendário.

Tolkien dedicou enorme esforço aos topônimos, por exemplo, fazendo com que os do Condado, como Nobottle, Bucklebury e Tuckborough, soassem claramente ingleses por sua sonoridade e etimologia. Shippey comenta que, embora muitos desses nomes não apareçam na trama do livro, eles contribuem para uma sensação de realidade e profundidade, conferindo à "Terra Média aquele ar de solidez e extensão, tanto no espaço quanto no tempo, que falta de forma tão conspícua em seus sucessores [na literatura de fantasia]". Tolkien escreveu em uma de suas cartas que sua obra era "em grande parte um ensaio em estética linguística".
Ele fez uso de várias línguas europeias, antigas e modernas, incluindo o inglês antigo para a língua de Rohan e o nórdico antigo para os nomes dos anões (inicialmente em O Hobbit), e o inglês moderno para a Língua Comum, criando, à medida que a história se desenvolvia, um complicado enigma linguístico. Entre outras coisas, a Terra Média não era a Europa moderna, mas aquela região em eras distantes, e a Língua Comum não era o inglês moderno, mas o Westron. Portanto, o diálogo e os nomes escritos em inglês moderno eram, na ficção, traduções do Westron, e a língua e os topônimos de Rohan foram supostamente traduzidos do Rohirric para o inglês antigo; da mesma forma, os nomes dos anões escritos em nórdico antigo teriam sido traduzidos do Khuzdul para o nórdico antigo. Assim, a geografia linguística da Terra Média surgiu das explorações puramente filológicas ou linguísticas de Tolkien.

### Linguagem, povos e lugares
Além disso, Tolkien investiu muito tempo e energia na criação de línguas, especialmente as línguas élficas [en] de Quenya e Sindarin, ambas aparecendo, às vezes sem tradução, em O Senhor dos Anéis. Tolkien tinha uma teoria pessoal sobre como os sons de uma língua transmitem uma sensação de beleza; ele sentia puro prazer no vocabulário da língua gótica e, de fato, do galês. Shippey explica que "ele acreditava que as pessoas podiam sentir a história nas palavras, reconhecer 'estilos' de linguagem, extrair sentido (de certo modo) apenas do som [en] e, além disso, fazer julgamentos estéticos baseados na fonologia." Assim, Tolkien faz Legolas dizer, ao ouvir Aragorn cantando A Lamentação dos Rohirrim em Rohirric (a língua de Rohan), que Legolas não entende:
| “ | Suponho que seja a língua dos Rohirrim, pois é semelhante a esta terra em si, rica e ondulante em parte, e, por outro lado, dura e severa como as montanhas. Mas não posso adivinhar o que significa, exceto que está carregada com a tristeza dos Homens Mortais. | ” |

Shippey afirma que Tolkien gostava de supor que havia realmente uma forte conexão entre coisas, pessoas e linguagem, "especialmente se a pessoa que falava a língua vivesse na coisa". Ele observa que o efeito da linguagem aparece repetidamente em O Senhor dos Anéis, como quando os hobbits ouvem o elfo Gildor cantando e percebem que o som e a melodia combinados "pareciam tomar forma em seu pensamento"; quando todos no Conselho de Elrond [en] estremecem ao som da voz de Gandalf pronunciando a  Língua Negra em Valfenda; ou quando Sam Gamgee responde "Gostei disso!" ao ouvir o anão Gimli cantar sobre o rei anão Durin de outrora.

## Moralização a partir da paisagem
Tolkien descreve as paisagens da Terra Média de forma realista, mas, ao mesmo tempo, usa descrições de terras e clima para transmitir sentimentos e uma sensação de algo além do aqui e agora. Shippey afirma que "tanto os personagens quanto os leitores tornam-se conscientes da extensão e da natureza das moralizações de Tolkien a partir da paisagem" nas muitas passagens em que ele escreve sobre paisagens de maneira ambígua, como nas reflexões de Frodo sobre os Pântanos Mortos:
| “ | Eles jazem em todas as poças, rostos pálidos bem no fundo da água escura, eu os vi: rostos severos e malignos, e rostos nobres e tristes. Muitos rostos orgulhosos e belos, com ervas em seus cabelos prateados. Mas todos fétidos, todos apodrecendo, todos mortos. Há uma luz maligna neles. | ” |

Shippey escreve que Tolkien frequentemente se aproxima do que o crítico John Ruskin chamou de falácia patética, a ideia de que coisas na natureza podem expressar emoções e condutas humanas. No entanto, ele afirma, o teórico literário Northrop Frye nomeou mais precisamente a função de tais passagens como alusões a modos literários superiores. Em sua Anatomia da Crítica, Frye classificou a literatura em níveis que vão do "Irônico" no mais baixo, passando pelo "Mimético Baixo" (como descrições humorísticas), "Mimético Alto" (descrições precisas) e "Romântico" (relatos idealizados) até o "Mítico" como o modo mais elevado; a literatura moderna geralmente está em um nível inferior ao da literatura de séculos passados. Na visão de Shippey, a maior parte de O Senhor dos Anéis está no modo Romântico, com toques ocasionais de mito e momentos de mimese alta e baixa para aliviar o tom; a capacidade de Tolkien de apresentar múltiplos modos ao mesmo tempo é uma das principais razões de seu sucesso.

## Temas debatidos
O Senhor dos Anéis tem sido repetidamente criticado, como escrevem estudiosos como Ralph C. Wood [en], sob a alegação de que é uma história sobre homens para meninos, sem mulheres significativas, que omite a religião de suas sociedades e que parece ser racista. Em contrapartida, estudiosos observaram que as mulheres desempenham papéis significativos, que o livro carrega uma mensagem cristã e que Tolkien era consistentemente antirracista em sua correspondência privada.(Straubhaar 2004, pp. 112-115)

### Escassez de personagens femininas

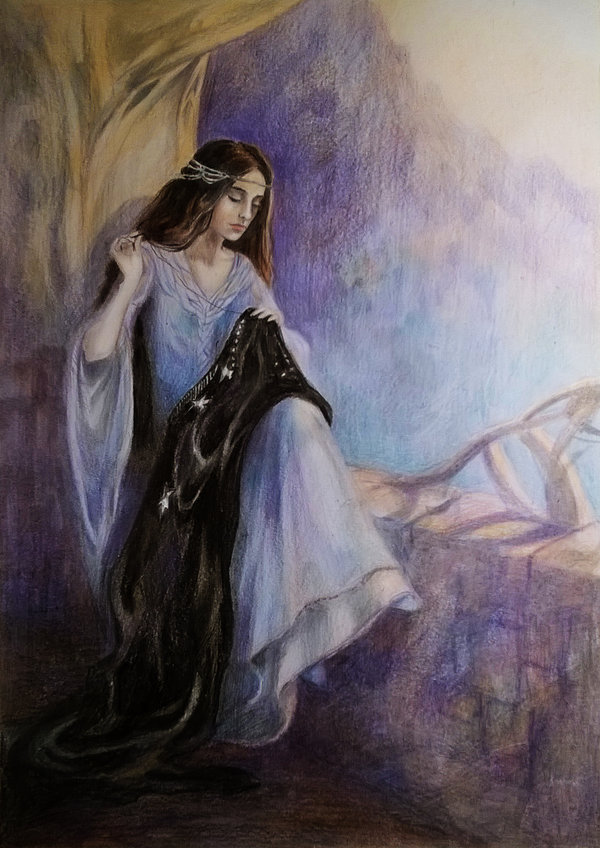
Alguns comentadores acusaram Tolkien de colocar mulheres apenas em papéis secundários, enquanto os protagonistas masculinos vivenciam toda a ação. Arwen costurando o estandarte de Aragorn, por Anna Kulisz, 2015.

A primeira acusação é que não há personagens femininas significativas; ou que são poucas; ou que seus papéis são rigidamente restritos. Contra isso, Wood argumenta que Galadriel, Éowyn e Arwen estão longe de serem "figuras de gesso": Galadriel é poderosa, sábia e "terrível em sua beleza"; Éowyn possui "coragem e valor extraordinários"; e Arwen abre mão de sua imortalidade élfica para se casar com Aragorn. Além disso, Wood defende que Tolkien insiste que todos, homens e mulheres, enfrentam os mesmos tipos de tentação, esperança e desejo. Ann Basso argumenta na Mythlore que as personagens femininas, incluindo figuras como  Fruta d'Ouro, são "diversas, bem delineadas e dignas de respeito", enquanto Katherine Hasser argumenta na J. R. R. Tolkien Encyclopedia que os papéis de gênero no Condado não são rigidamente separados, já que homens como Bilbo realizam tarefas domésticas, como cozinhar e limpar.

### Ausência de religião
Wood observa que a obra não contém religião formal. Os hobbits não têm templos ou sacrifícios, embora Frodo possa invocar Elbereth, uma das Valar, in extremis; o mais próximo de religião é que os homens de Gondor "fazem uma pausa antes das refeições". A resposta de Wood é que Tolkien omitiu intencionalmente a religião da Terra Média para que "pudéssemos ver o cristianismo refletido nela de forma mais clara, ainda que indiretamente". Ele cita a observação de Tolkien em uma carta de que "o elemento religioso é absorvido na história e no simbolismo".

### Racismo
Tolkien foi frequentemente acusado de racismo; no entanto, durante a Segunda Guerra Mundial, ele expressou consistentemente uma posição antirracista.
Sandra Ballif Straubhaar [en] escreve que, longe de ser racista, "um mundo policultural e polilíngue é absolutamente central" para a Terra Média, e que leitores e espectadores perceberão isso facilmente. Ela observa que as "acusações recorrentes na mídia popular" de uma visão racista da história são "interessantes". Straubhaar cita o estudioso sueco de estudos culturais David Tjeder, que descreveu o relato de Gollum sobre os homens de  Harad ("Nada gentis; homens muito cruéis e malignos, parecem. Quase tão ruins quanto orcs, e muito maiores.") no jornal Aftonbladet como "estereotipado e reflexo de atitudes coloniais". Ela argumenta, em vez disso, que a visão de Gollum, com suas "suposições arbitrárias e estereotipadas sobre o 'Outro'", é absurda, e que Gollum não pode ser tomado como uma autoridade sobre a opinião de Tolkien. Straubhaar contrasta isso com a resposta mais humana de Sam Gamgee ao ver um guerreiro de Harad morto, que ela considera "mais difícil de criticar":
| “ | Ele estava feliz por não poder ver o rosto do morto. Perguntou-se qual seria o nome do homem e de onde ele vinha; e se ele era realmente maligno de coração, ou quais mentiras ou ameaças o levaram à longa marcha desde sua casa. | ” |

Straubhaar cita o estudioso inglês Stephen Shapiro, que escreveu no The Scotsman que
| “ | Simplificando, os mocinhos de Tolkien são brancos, e os vilões são negros, de olhos oblíquos, pouco atraentes, inarticulados e uma horda psicologicamente subdesenvolvida. | ” |

Straubhaar reconhece que Shapiro pode ter um ponto com "olhos oblíquos", mas comenta que isso era mais brando do que em muitos romancistas contemporâneos, como John Buchan, e observa que Tolkien, de fato, fez "objeções horrorizadas" quando as pessoas aplicaram erroneamente sua história a eventos atuais. Ela observa, igualmente, que Tjeder não percebeu o "esforço consciente" de Tolkien para mudar o "paradigma" europeu ocidental de que falantes de línguas supostamente superiores eram "etnicamente superiores".

### J. R. R. Tolkien
1. ↑  (Carpenter 2023, #203 para Herbert Schiro, 17 de novembro de 1957)
2. ↑  (Carpenter 2023, #211 para Rhona Beare, 14 de outubro de 1958)
3. ↑  Tolkien, J. R. R. (1984).  Christopher Tolkien, ed. Beowulf: The Monsters and the Critics [Beowulf: Os Monstros e os Críticos]. Col: The Monsters and the Critics and Other Essays (em inglês). [S.l.]: Houghton Mifflin. pp. 5–48. ISBN 978-004809019-5
4. ↑  (Tolkien 1954a, Prefácio à Segunda Edição)
5. ↑  (Tolkien 1954, Livro 3, capítulo 5 "O Cavaleiro Branco")
6. ↑  (Carpenter 2023, #165 para Houghton Mifflin, junho de 1955)
7. ↑  (Tolkien 1954, livro 3, cap. 6 "O Rei do Salão Dourado")
8. ↑  (Tolkien 1954a, livro 1, cap. 3 "Três é Companhia")
9. ↑  (Tolkien 1954a, livro 2, cap. 2 "O Conselho de Elrond")
10. ↑  (Tolkien 1954a, livro 2, cap. 4 "Uma Jornada no Escuro")
11. ↑  (Tolkien 1954, livro 4, cap. 2 "A Passagem dos Pântanos")
12. ↑  (Carpenter 2023, carta #142 para Robert Murray S.J., 2 de dezembro de 1953)
13. ↑  (Tolkien 1954, livro 4, cap. 3 "O Portão Negro Está Fechado")
14. ↑  (Tolkien 1954, livro 4, cap. 4 "De Ervas e Coelho Ensopado")